# Ключевая орнитологическая территория северо-востока острова Святой Елены
Ключевая орнитологическая территория северо-востока острова Святой Елены — участок площадью 48 км², занимающий 39 % острова Святой Елены, британской заморской территории в южной части Атлантического океана. 
Территория была создана ассоциацией BirdLife International как орнитологическая территория, защищавшая морских птиц, включая красноклювого фаэтона, и имеет статус ключевой орнитологической территории. Орнитологическая территория охраняет большую часть эндемичной и находящийся под угрозой исчезновения орнитофауну острова Святой Елены.

## Описание

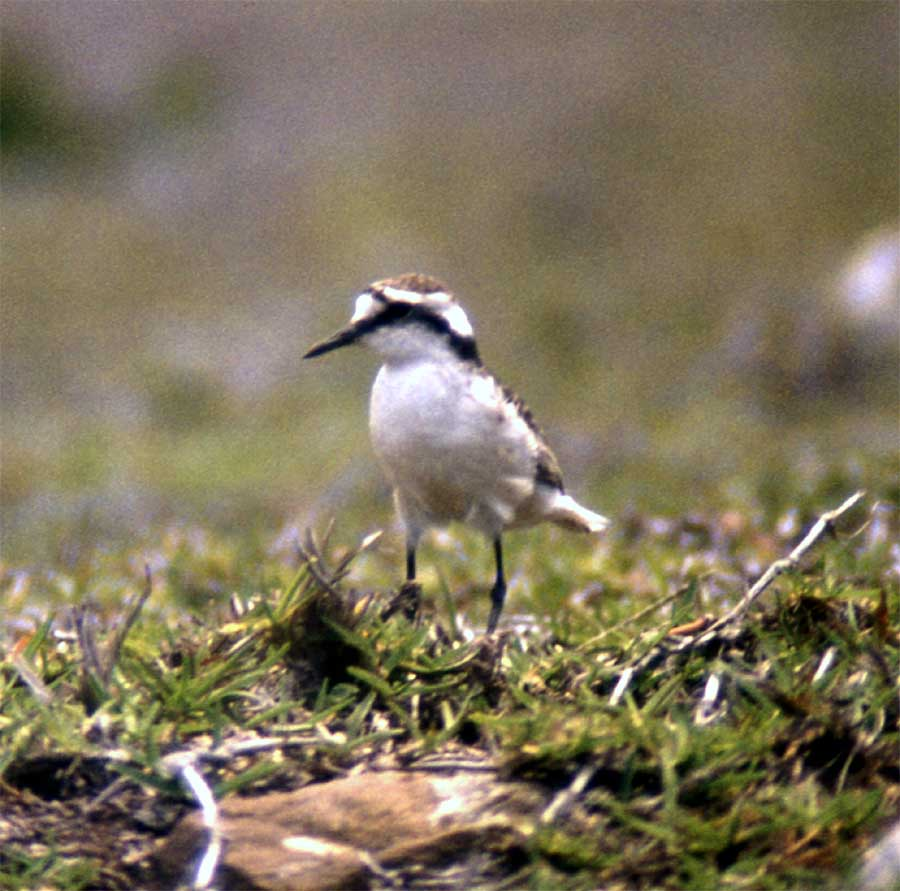
Charadrius sanctaehelenae на орнитологической территории северо-восточной Святой Елены

Территория охватывает северо-восточную часть острова Святой Елены от восточного конца национального парка Пик Дианы и до базальтовой груды островов Шор, острова Джордж и других островов, на которых расположены колонии морских птиц. Три зоны растительности включают в себя засушливую эродированную низменность ниже 350 м, промежуточную зону для пастбищ 350—500 м, зона лесов и влажная горная зона, характеризующиеся льняными плантациями. У побережья преобладают морские скалы высотой 300—570 м. На островах имеются залежи гуано.
В пределах территории располагаются восемь мест гнездования на острове Святой Елены: Боттомвуд, равнина Дедвуд, равнина Хорс-Пойнт, Лонгвуд-Ферм, долина Сэйн, залив Процветающий Север, залив Процветающая Равнина и Уппер-Проспероус-Бей. Равнина Хорс-Пойнт — единственное место, в котором были обнаружены находящееся под угрозой исчезновения виды беспозвоночных: Labidura herculeana и Aplothorax burchelli. Также важные объекты — Драй-Гут, холм Флэгстафф, Проспероус-Бей и Сугарлоаф.